# Phillipston (Massachusetts)
Phillipston es un pueblo ubicado en el condado de Worcester en el estado estadounidense de Massachusetts. En el Censo de 2010 tenía una población de 1.682 habitantes y una densidad poblacional de 26,36 personas por km².

## Geografía
Phillipston se encuentra ubicado en las coordenadas 42°33′6″N 72°8′22″O / 42.55167, -72.13944. Según la Oficina del Censo de los Estados Unidos, Phillipston tiene una superficie total de 63.81 km², de la cual 62.8 km² corresponden a tierra firme y (1.57%) 1 km² es agua.

## Demografía
Según el censo de 2010, había 1.682 personas residiendo en Phillipston. La densidad de población era de 26,36 hab./km². De los 1.682 habitantes, Phillipston estaba compuesto por el 96.55% blancos, el 1.19% eran afroamericanos, el 0% eran amerindios, el 0.54% eran asiáticos, el 0% eran isleños del Pacífico, el 0.3% eran de otras razas y el 1.43% pertenecían a dos o más razas. Del total de la población el 2.26% eran hispanos o latinos de cualquier raza.